# Orahovljani (Mrkonjić Grad)
Pour les articles homonymes, voir Orahovljani.
Orahovljani (en serbe cyrillique : Ораховљани) est un village de Bosnie-Herzégovine. Il est situé dans la municipalité de Mrkonjić Grad et dans la république serbe de Bosnie. Selon les premiers résultats du recensement bosnien de 2013, il compte 350 habitants.

## Démographie

### Évolution historique de la population dans la localité
| 1948 | 1953 | 1961 | 1971 | 1981 | 1991 | 2013 |
| ---- | ---- | ---- | ---- | ---- | ---- | ---- |
| -    | -    | 558  | 587  | 550  | 463  | 350  |

|  |